# Żbik (Krzeszowice)

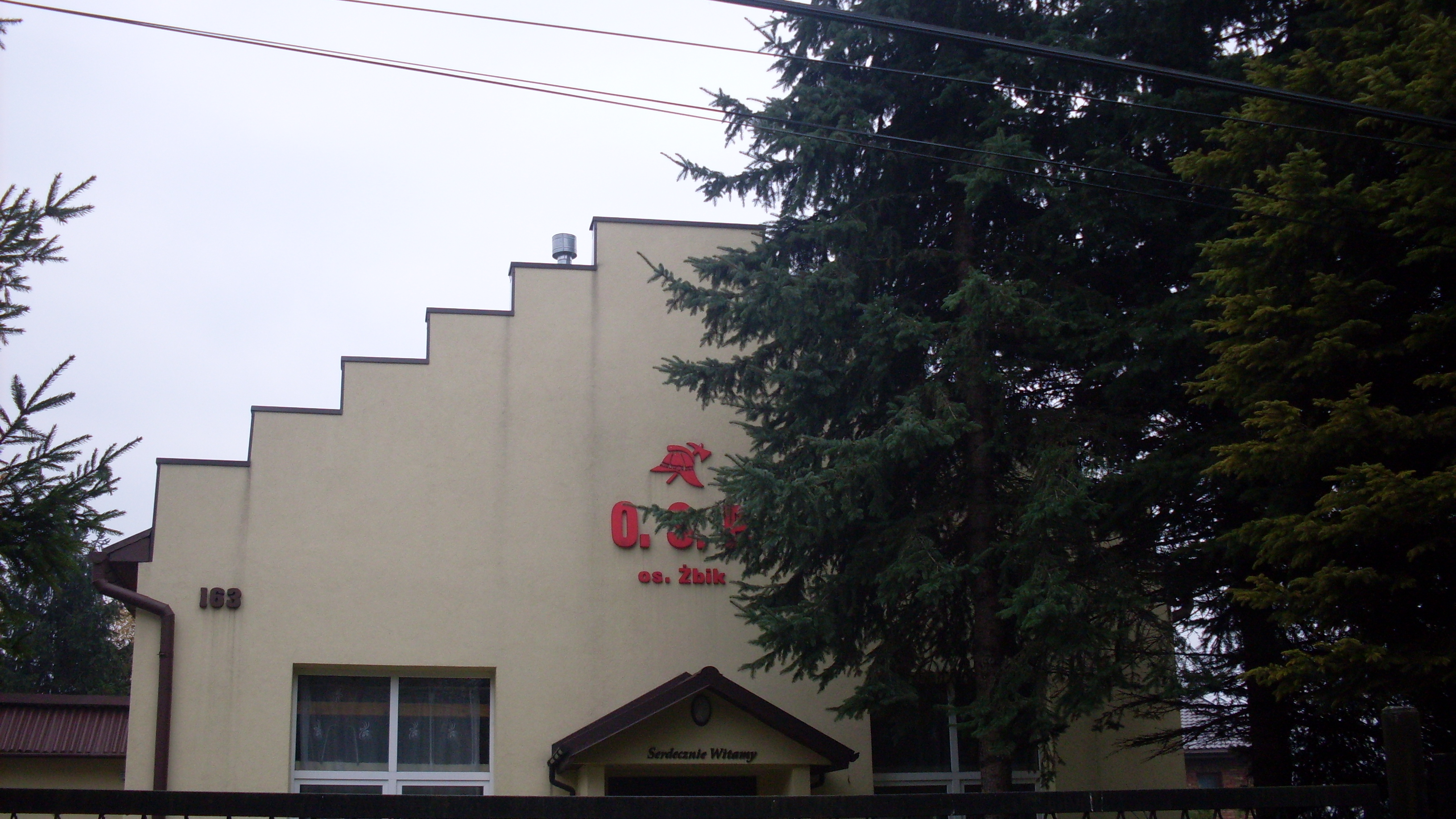
Remiza OSP

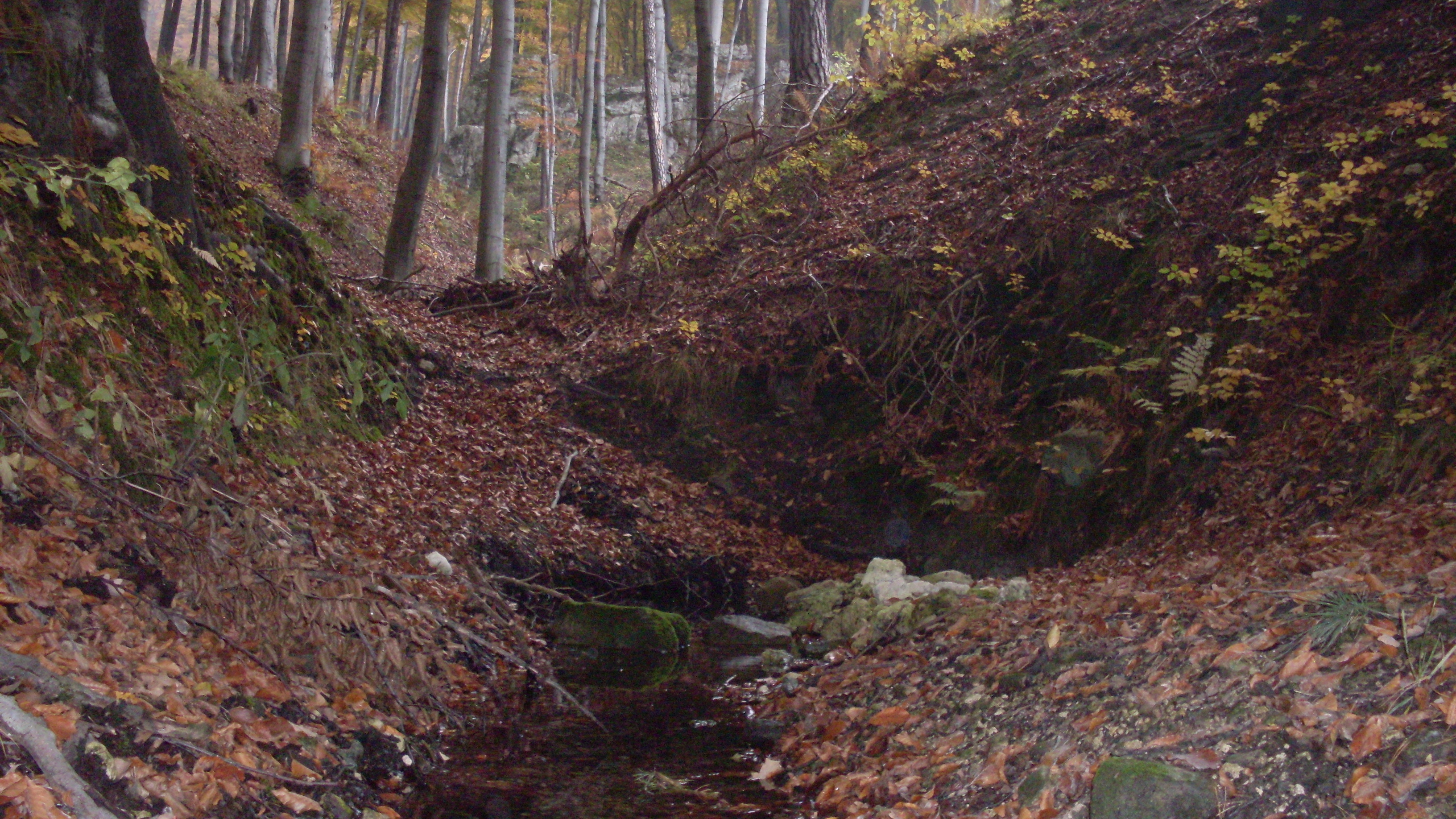
Źródło Dzwonek

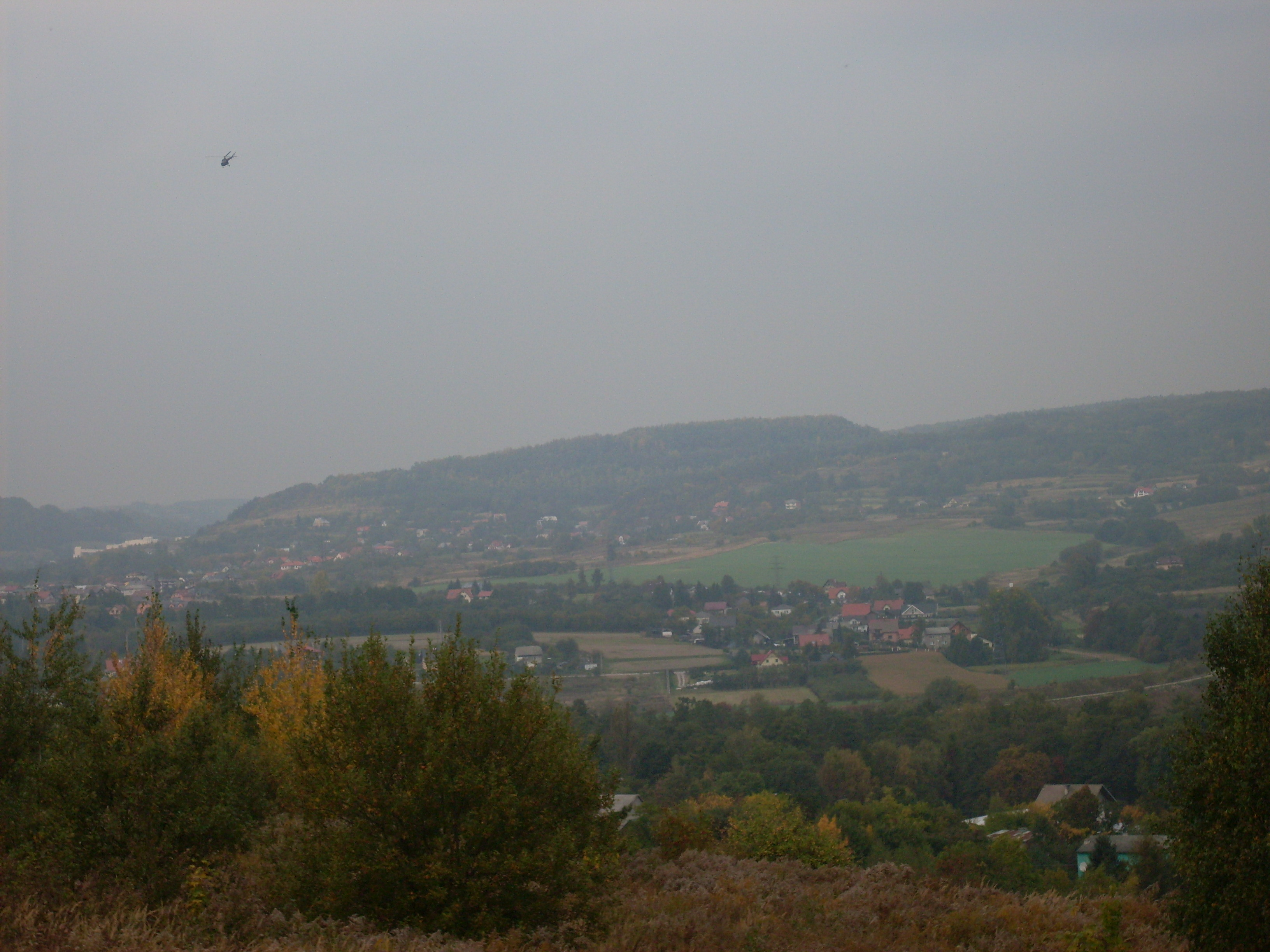
Widok na zachodnią część Żbiku, w tle Marmurowe Wzgórza

Żbik – wschodnia część Krzeszowic, dawniej osobna wieś. Od wschodu graniczy z Siedlcem. Północna część osiedla położona jest na Wyżynie Olkuskiej, a południowa w Rowie Krzeszowickim. Na północ od osiedla rozciągają się Marmurowe Wzgórza ze wzniesieniami wraz z nieczynnymi kamieniołomami czarnego marmuru dębnickiego z okresu dewonu środkowego, położonymi na obszarze leśnym osiedla: Czerwona Góra, Piaskowa Góra oraz Siwa Góra.

## Historia
Pierwsza wzmianka o wsi pochodzi z XIV wieku. Początkowo nazywała się Zbig lub Zbieg, gdyż osiedlali się w niej ludzie pochodzący (zbiegli) z innych wsi. W XVIII w. karmelici bosi z klasztoru w Czernej posiadali we wsi majątek 225 morgów gruntu ornego i 60 morgów łąki. Wioska w 1790 miała 26 domów. W 1879 miała 306 mieszkańców. Obecną nazwę wieś przybrała w XIX wieku. W owym okresie dla zwiększenia wydobycia rudy karmelici wybudowali szyb wydobywczy. Szkołę jednoklasową założono w 1904. W 1948 karmelici sprzedali miejscowy folwark. W latach 70. XX w. wybudowano remizę strażacką. W 1997 wieś została wcielona do Krzeszowic, odłączając od osiedla część zachodnią obecnej ul. Reymonta. Pod koniec lat 90. XX w. filia szkoły podstawowej została zlikwidowana. W 2010 zakończono budowę chodnika przy drodze powiatowej. W 2013 nadano nazwy ulic.
Ze Żbika pochodził Feliks Lacher – uczestnik bitwy pod Somosierrą. W Żbiku zmarł Ignacy Król – polski taternik, turysta, narciarz, pedagog i przyrodnik.

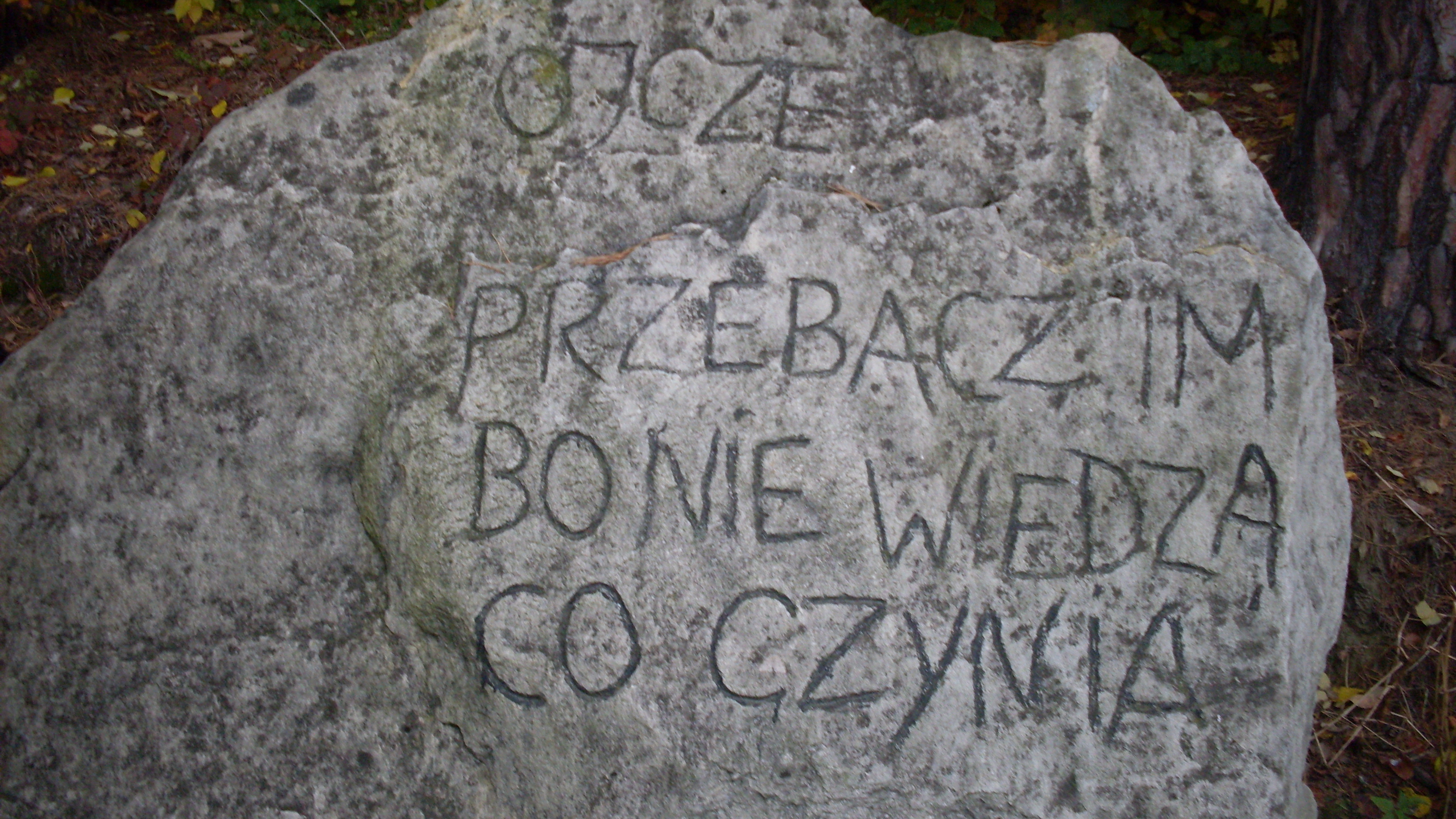
Wyryty cytat biblijny z Ew. Łukasza 23:34 na głazie w Dolinie za Żbikiem

## Turystyka
Za Żbikiem znajduje się dolinka zwana Doliną za Żbikiem ze źródłem Dzwonek, położona na terenie Parku Krajobrazowym Dolinki Krakowskie. W jej dolnej części znajduje się Skałka za Żbikiem będąca pomnikiem przyrody. Przez osiedle przepływa potok Dzwonek.
Pomniki przyrody: trzy lipy drobnolistne (koło nr 12 z 16 października 1998) i skałki zboczowe (500 m na północ od drogi do Siedlca z 7 października 1963).

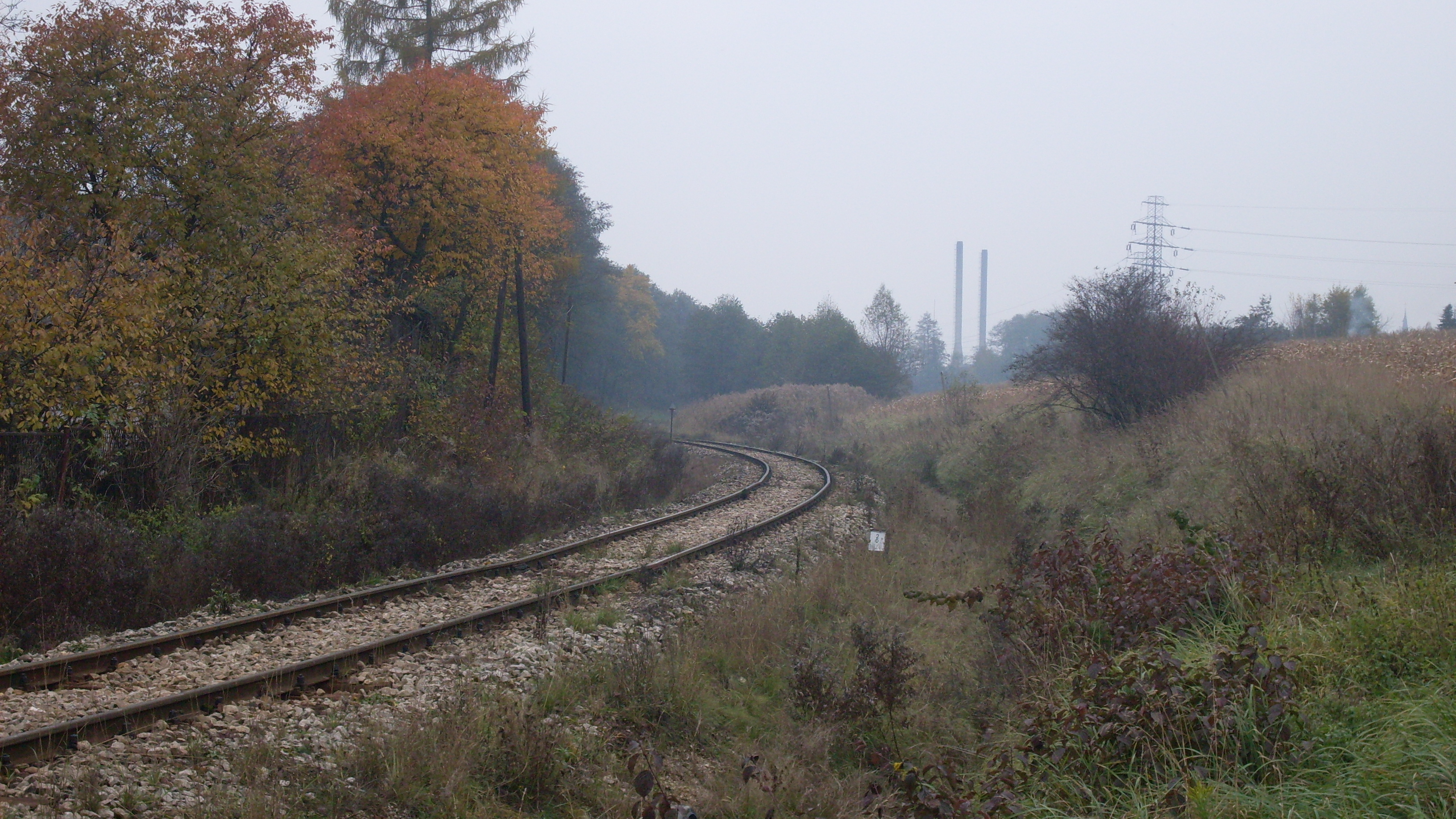
Bocznica kolejowa

## Infrastruktura
Przez południową część osiedla przebiega bocznica kolejowa ze stacji kolejowej Krzeszowice do Kopalni Wapienia „Czatkowice” w krzeszowickim osiedlu Czatkowice. Przez południowy kraniec osiedla przebiega linia kolejowa nr 133.
Osiedle posiada remizę strażacką, sklep, przystanek minibusów, filiarna szkoła podstawowa została zlikwidowana.

## Ulice
- Brzozowa – w południowej części osiedla, odchodząca na południe od ul. Reymonta, zabudowana domami jednorodzinnymi;
- Krótka – w północno-zachodniej części osiedla, odchodząca na wschód od ul. Na Błonie, zabudowana domami jednorodzinnymi;
- Leszczynowa – w południowej części osiedla, łącząca ul. Reymonta z ul. Żbicką, zabudowana domami jednorodzinnymi, przecina bocznicę kolejową;
- Na Błonie – w północno-wschodniej części osiedla, łącząca ul. Żbicką z północno-zachodnią częścią Siedlca (Błonia [Błonie]), zabudowana domami jednorodzinnymi;
- Na Wzgórze – w północnej części osiedla, odchodząca na północ od ul. Żbickiej, zabudowana domami jednorodzinnymi;
- Nad Potokiem – w północno-wschodniej części osiedla, nad potokiem Dzwonek, łącząca ul. Na Wzgórze z ul. Nawsie, zabudowana domami jednorodzinnymi;
- Nawsie – w północnej części osiedla, łącząca ul. Na Błonie z ul. Okrężną, zabudowana domami jednorodzinnymi;
- Nowa – w południowo-zachodniej części osiedla, odchodząca na zachód od ul. Reymonta, zabudowana domami jednorodzinnymi z XXI w.;
- Okrężna – w północnej części osiedla, łączącą ul. Żbicką z ul. Na Wzgórze, zabudowana domami jednorodzinnymi;
- Podleśna – w północno-zachodniej części osiedla, odchodząca na wschód od ul. Na Wzgórze, zabudowana domami jednorodzinnymi;
- Władysława Reymonta (wschodni odcinek) – z domami jednorodzinnymi we południowo-zachodniej części osiedla, łączącą ul. Kościuszki (Osiedle Jurajskie) z ul. Żbicką, przecina bocznicę kolejową;
- Różana Dolina – w południowej części osiedla, odchodząca na wschód od ul. Leszczynowej, zabudowana domami jednorodzinnymi;
- Spokojna – w południowej części osiedla, odchodząca na południe od ul. Żbickiej, zabudowana domami jednorodzinnymi;
- Stroma – w północnej części osiedla, łącząca ul. Nad Potokiem z ul. Podleśną, zabudowana domami jednorodzinnymi;
- Świerkowa – w południowo-zachodniej części osiedla, odchodząca na północ od ul. Reymonta, zabudowana domami jednorodzinnymi;
- Wspólna – w południowej części osiedla, odchodząca na zachód od ul. Leszczynowej, zabudowana domami jednorodzinnymi;
- Widokowa – w północno-zachodniej części osiedla, łącząca ul. Żbicką z ul. Na Wzgórze, zabudowana domami jednorodzinnymi;
- Żbicka (wschodni odcinek) – droga powiatowa nr 2127K, główna ulica osiedla z domami jednorodzinnymi, ciągnie się z centrum miasta przez os. Żbik do Siedlca.